# Corallium
Corallium is een geslacht van zachte koralen uit de familie Coralliidae.

## Soorten
- Corallium abyssale Bayer, 1956
- Corallium borneanse Bayer
- Corallium boshuense Kishinouye, 1903
- Corallium carusrubrum Tu, Dai & Jeng, 2012
- Corallium ducale Bayer
- Corallium elatius Ridley, 1882
- Corallium gotoense Nonaka, Muzik & Iwasaki, 2012
- Corallium halmaheirense Hickson, 1907
- Corallium imperiale Bayer
- Corallium johnsoni Gray, 1860
- Corallium kishinouyei Bayer, 1996
- Corallium konojoi Kishinouye, 1903
- Corallium laauense Bayer, 1956
- Corallium maderense (Johnson, 1899)
- Corallium medea Bayer, 1964
- Corallium niobe Bayer, 1964
- Corallium niveum Bayer, 1956
- Corallium porcellanum Pasternak, 1981
- Corallium pusillum Kishinouye, 1903
- Corallium regale Bayer, 1956
- Corallium reginae Hickson, 1907
- Corallium rubrum (Linnaeus, 1758)
- Corallium secundum Dana, 1846
- Corallium sulcatum Kishinouye, 1903
- Corallium taiwanicum Tu, Dai & Jeng, 2012
- Corallium tricolor (Johnson, 1899)
- Corallium uchidai Nonaka, Muzik & Iwasaki, 2012
- Corallium vanderbilti Boone, 1933
- Corallium variabile (Thomson & Henderson, 1906)